# 賴瑞·沃克
賴瑞·肯尼斯·羅伯特·沃克（英語：Larry Kenneth Robert Walker，1966年12月1日—），為美國職棒大聯盟的右外野手，生涯曾效力過博覽會、洛磯與紅雀等隊。1997年，他成為大聯盟唯一一位單季擁有7成以上長打率和30次盜壘成功的選手，他也以此成功拿下國聯MVP。

## 職業生涯

### 蒙特婁博覽會
沃克在1989年8月16日登上大聯盟，並在初登場獲得2次保送，最後在第三個打席敲出大聯盟首安。這年他的打擊率為1成70，球迷也給了他「Booger」的外號。
1990年，球隊的右外野手Hubie Brooks投入自由市場，沃克也成為新賽季的固定先發右外野手。整季他的打擊率為2成41，並敲出19轟與21次盜壘成功，在國聯新人王票選拿下第七名。接下來四個球季，沃克能平均繳出2成93的打擊率，每年平均能敲出20轟與19次盜壘成功。1991年7月28日，隊友丹尼斯·馬丁尼茲投出完全比賽，而沃克正是在比賽中敲出勝利打點。
1992年，沃克生涯首次入選明星賽，並代打從葛瑞格·麥達克斯手中敲出安打。同年他還參加全壘打大賽，並敲出四支全壘打。整季他的打擊率為3成01，成功拿下生涯首座金手套獎與銀棒獎。最終他在MVP票選上拿下第五名。
1993年，博覽會拿下94勝68敗，排名國聯第二，只差一勝就能追平隊史紀錄。這年沃克的打擊率為2成65，並敲出22轟與86分打點，成功拿下第二座金手套獎。
1994年，球隊面臨王牌先發丹尼斯·馬丁尼茲的離隊問題，不過他們從道奇隊找來年輕的投手佩卓·馬丁尼茲。沃克曾在季中某場比賽記錯出局數，將飛球接殺後傳給觀眾席的小朋友，結果讓跑者跑向三壘。從6月1日起，博覽會拿下46勝18敗，但球季卻因為罷工事件而停擺。儘管他們拿下74勝40敗刷新隊史最佳勝率，但球隊卻無季後賽可打。沃克在這年的打擊率為3成22，並敲出19轟與86分打點。最終他在MVP票選上拿下第11名。
也許球隊在1994年打出不錯的成績，但罷工事件依舊讓球隊損失不少錢。球隊在面臨財政困難的情況只能打破原有陣容，將部分球員揮棄，而成為自由球員的沃克也只能尋覓新東家。

### 科羅拉多洛磯
罷工事件發生之後，沃克和洛磯簽下4年2250萬美元的合約。他在洛磯的初登場就敲出3支二壘安打。5月7日，他從野茂英雄手中敲出生涯百轟。
由於洛磯主場的關係，讓他敲出36轟與101分打點雙雙寫下生涯新高。就算罷工影響到開季幾場比賽，他依舊繳出3成06的打擊率。最後他在MVP票選上拿下第七名。
洛磯陣中除了沃克以外，還擁有丹堤·比薛特、Vinny Castilla和安德列斯·賈拉拉加等重砲手，球隊也在季後賽改制後拿下外卡席次。沃克在分區賽敲出3支安打，並在第二場敲出全壘打，但最終洛磯1勝3敗不敵勇士。
1996年，沃克受到傷勢困擾，整季僅出賽83場比賽。5月21日，他單場敲出雙響砲灌進個人新高的6分打點。隔天他締造連續6打數敲出長打的大聯盟紀錄。雖然他在主場的打擊率高達3成93，但在客場的打擊率卻只有1成42。
1997年4月5日，沃克在面對前東家博覽會敲出三響砲。他在球季第一週的打擊率就高達4成40，整月的打擊率更是來到4成56，並敲出11轟與29分打點。他也首次獲得國聯單月最佳球員的殊榮。6月20日，他敲出生涯千安。
沃克在上半季敲出19轟，成功入選明星賽。此外他還參加全壘打大賽，並敲出19轟成為亞軍。當時他和湯尼·關恩的打擊率都接近4成，兩人也都成為明星賽先發外野手。9月12日，沃克以3成71的打擊率領先全國聯。他在9月17日敲出生涯200轟，不過卻在球季末弄傷右手肘。最後洛磯只拿下83勝79敗，無緣晉級季後賽。這年沃克的打擊率為3成66，並敲出49轟與130分打點，上演33次盜壘成功，OPS高達1.172，並成為第一位拿下年度MVP的加拿大人。沃克只要再多敲4支安打與10分打點就能成為大聯盟60年來首位打擊三冠王，他單季累積409個壘打數也排在大聯盟史上第18名。他單季敲出49轟至今仍是洛磯隊史紀錄。
1998年5月，洛磯寫下國聯史上第二長的20連勝紀錄。沃克在這段時期的打擊率高達3成42，後來他在6月份因為手肘痠痛而進入傷兵名單。沃克在上半季的打擊率為3成31，他成功入選明星賽，並擔任先發第七棒中外野手。
雖然沃克在下半季開始遭遇小小低潮，不過他在7月底找回手感。最後他在下半季的打擊率高達4成02，整季打擊率為3成63，成功拿下國聯打擊王。同時他也獲得第四座金手套獎。
1999年，沃克因為傷勢減少了出賽場次，但他的進攻火力絲毫沒有受到影響。4月28日，他達成生涯第二次的單場三響砲。6月中更是追平連續5場比賽開轟的隊史紀錄。7月8日，他敲出生涯250轟。上半季他以3成82的打擊率入選明星賽，並擔任先發第二棒右外野手。這年他的打擊率為3成79，不僅連莊打擊王，也寫下隊史紀錄。另外他敲出37轟與115分打點。
2000年，沃克遭遇右手肘壓力性骨折的問題。4月19日，他敲出生涯1448安成為加拿大的歷史安打王。7月1日，他敲出生涯1500安。整季他的打擊率為3成09，並敲出9轟與51分打點。2001年，沃克開季連續10場比賽敲出安打。4月17日到5月23日間，沃克達成連續31場比賽上壘的紀錄。這年的明星賽，他擔任先發第五棒指定打擊。8月5日，他敲出生涯300轟，並在8月成為洛磯隊史全壘打王。這年他和鈴木一朗以3成50的打擊率並列大聯盟打擊王，而他還敲出38轟與123分打點。他也拿下第6座金手套獎。
2002年4月6日，沃克成為大聯盟史上出賽數最多的加拿大人。他在7月的打擊率高達4成38，並敲出5轟與17分打點，再度拿下國聯單週最佳球員。這年他的打擊率為3成70，並敲出26轟與104分打點。2003年，36歲的沃克身上開始出現大大小小的病痛。這年他的打擊率為2成84，並敲出16轟與79分打點。2004年，他因為腹股溝受傷缺席68場比賽。6月25日，他首度達成單場三響砲。5天後他敲出生涯2000安。這年雖然沃克繳出3成24的打擊率，但球隊在季中已確定無緣季後賽。遊騎兵原本打算將新秀伊恩·金斯勒和Erik Thompson交易到洛磯換來沃克，但最後被沃克拒絕。

### 聖路易紅雀
2004年8月6日，洛磯將沃克交易到紅雀，換來Jason Burch與兩名日後指定球員。有了沃克的加入，讓紅雀前五棒的打擊火力更加升級。他們五人累計敲出122轟與358分打點。沃克在8月8日完成紅雀初登場，並成功跑回致勝分。整季他繳出2成80的打擊率，並敲出11轟。
季後賽方面，沃克的打擊率為2成93，每個系列賽他都敲出2轟。他在國聯冠軍賽首戰甚至差一支全壘打就能達成完全打擊。世界大賽首戰，雖然沃克敲出2轟與2支二壘安打，但仍無法幫助球隊贏球。最後紅襪4連勝橫掃紅雀，沃克也錯失生涯首冠。紅雀全隊的打擊率只有1成90，團隊OPS只有.562。但是沃克的打擊率高達3成57，OPS更是達到1.366。
2005年，紅雀拿下100勝。這年沃克的椎間盤突出問題更加惡化，他甚至在季中還得注射皮質素來減緩疼痛。而沃克也宣布這將是他生涯最後一個賽季，並拒絕行使隔年1200萬美元的選擇權。
這年他出賽100場比賽，打擊率為2成89。他在季後賽僅擊出3支安打，最後球隊在國聯冠軍賽輸給太空人。沃克退休時累積383支全壘打，在當時排名大聯盟第50名。

## 生涯打擊成績
| 出賽次數 | 打席 | 打數 | 得分 | 安打 | 二安 | 三安 | 全壘打 | 打點 | 盜壘 | 保送 | 三振 | 打擊率 | 上壘率 | 長打率 | OPS  |
| -------- | ---- | ---- | ---- | ---- | ---- | ---- | ------ | ---- | ---- | ---- | ---- | ------ | ------ | ------ | ---- |
| 1988     | 8030 | 6907 | 1355 | 2160 | 471  | 62   | 383    | 1311 | 230  | 913  | 1231 | .313   | .400   | .565   | .965 |

## 個人生活
沃克除了擅長棒球外，他的保齡球也相當了得。2014年4月10日，他曾在保齡球比賽中投出300分滿分。
洛磯也準備退休沃克的33號球衣，不過仍因COVID-19疫情肆虐而無限期延後退休日期。

## 外部連結
- 球員資訊和成績在MLB，ESPN，Retrosheet ，Baseball Reference ，Baseball Reference (Minors) ，Fangraphs （英文）
- 賴瑞·沃克在台灣棒球維基館上的頁面（繁體中文）

| 奖项与成就                     | 奖项与成就                           | 奖项与成就                      |
| ------------------------------ | ------------------------------------ | ------------------------------- |
| 前任： 湯尼·關恩 陶德·希爾頓   | 大聯盟打擊王 1998年−1999年 2001年    | 繼任： 陶德·希爾頓 貝瑞·邦茲    |
| 前任： 蓋瑞·雪菲爾 馬克·麥奎爾 | 國聯上壘率王 1997年 1999年           | 繼任： 馬克·麥奎爾 陶德·希爾頓  |
| 前任： Ellis Burks 馬克·麥奎爾 | 國聯長打率王 1997年 1999年           | 繼任： Mark McGwire 陶德·希爾頓 |
| 前任： 肯·卡米尼堤 Jeff Kent   | 國聯單月最佳球員 1997年4月 2002年7月 | 繼任： 湯尼·關恩 貝瑞·邦茲      |